# 王洙 (正德進士)
王洙（1485年—？年），字崇教，號一江，浙江台州府臨海縣人，明朝政治人物。

## 生平
正德八年（1513年）癸酉科浙江鄉試第八十四名舉人，正德十六年（1521年）辛巳科進士。歷官行人司行人，升河南佥事兼管兵备，嘉靖八年（1529年）十月升广东左参议。因广东海贼许折桂等聚众流劫，十一年六月以玩寇被革职为民。

## 家族
曾祖王周南，祖王亶，父王鎬，母顏氏。永感下。孫王熙敬，萬曆十九年辛卯舉人。